# Gallina Negra
Gallina Negra es una banda mexicana de Rock progresivo formada por el compositor Jorge Calleja. Inician en la escena del rock progresivo mexicano en 1994 bajo el nombre de Similares y Conexos. Gallina Negra fusiona la música tradicional mexicana con cualquier género como el Jazz, Música clásica, el Rock y las Músicas del mundo, mostrando un Eclecticismo musical original.
El grupo tiene 6 producciones discográficas: De flora y fauna, 1999; Gallina negra, 2001; La pequeña criatura, 2003; Parachicos y paraviejos, 2009; Altiplano Central, 2016; Pueblo de Patinetas, 2019.
En 2000 abrieron el concierto de la leyenda del progresivo italiano Banco del Mutuo Soccorso. A principios de 2003 tocaron en el Festival Internacional Baja Prog. Su tercer disco fue presentado en 2003 en España dando conciertos por 6 ciudades y participando en 5 programas de radio. El quinto álbum titulado Altiplano Central tiene piezas más conceptuales cercanas al minimalismo, jazz y Rock in Opposition.

## Integrantes

### Integrantes actuales
- Jorge Calleja - Guitarra eléctrica, Jarana jarocha
- Eduardo Velázquez - Flauta travesera
- Alberto Salas - Bajo eléctrico
- Ivan Esquivel - Batería
- Omar López - Saxofón

## Discografía

### Discos de Estudio
- De flora y fauna (1999)
- Gallina negra, similares y conexos (2001)
- La pequeña criatura (2003)
- Parachicos y paraviejos (2009)
- Altiplano Central (2016)
- Pueblo de Patinetas (2019)

### Samplers
- Ehecatl Ce, (2003)
- Smogles rec Rock progresivo (2002)